# Krömer – Die Internationale Show
Krömer – Die Internationale Show war eine Late-Night-Show, die von 2007 bis 2011 vom RBB produziert und im Ersten gesendet wurde. Moderator der Sendung war Kurt Krömer.

## Hintergrund
Markenzeichen der Sendung war der Moderator selbst, der mit schrillen Outfits und frechem Humor seine Gäste interviewte und aufs Korn nahm.
Ab dem 27. August 2007 wurden die Folgen montags 00:35 Uhr auf ARD ausgestrahlt. Die Show wurde auf Wunsch von Kurt Krömer eingestellt, weil dieser sich verändern wollte. Im August 2012 lief das Nachfolgeformat Krömer – Late Night Show im Ersten an.

## Ablauf
Nach einem kurzen Stand-up folgten die Interviews mit zumeist ein bis zwei Gästen pro Sendung. Die Gäste mussten erst in einer Art Wartezimmer platznehmen, bevor sie von Kurt Krömer auf die Bühne geholt wurden. Jeder Gast musste zudem Kurt Krömer ein Geschenk überreichen. Neben den Interviews wurden kleinere Einspielfilme gezeigt. Das Besondere an der Sendung waren die schrillen Outfits des Moderators, aber auch der typische Berliner Humor, mit dem auch zumeist die Gäste veräppelt wurden.

## Trivia
Die Staffeln 1 bis 4 sind jeweils als DVD-Boxen erhältlich.

## Episodenliste
| Nr. ges. | Nr. | Erstausstrahlung   | Gäste                                                 |
| -------- | --- | ------------------ | ----------------------------------------------------- |
| 1        | 1   | 27. August 2007    | Christian Anders, Klaus Wowereit                      |
| 2        | 2   | 3. September 2007  | Gedeon Burkhard, Gerd Schnack                         |
| 3        | 3   | 10. September 2007 | Renate Künast, Wir sind Helden                        |
| 4        | 4   | 17. September 2007 | Adel Tawil und Annette Humpe als Ich + Ich, Hans Wall |
| 5        | 5   | 24. September 2007 | Matthias Schweighöfer, Lilo Wanders                   |
| 6        | 6   | 1. Oktober 2007    | Anna Maria Mühe, Oliver Welke                         |
| 7        | 7   | 8. Oktober 2007    | Frank Matthée, Christine Westermann                   |
| 8        | 8   | 15. Oktober 2007   | Walter Momper, Michaela Schaffrath                    |
| 9        | 9   | 22. Oktober 2007   | Hademar Bankhofer, Axel Prahl                         |
| 10       | 10  | 29. Oktober 2007   | Thea Dorn, Jan Fedder, Constanze Behrends             |

| Nr. ges. | Nr. | Erstausstrahlung   | Gäste                                           |
| -------- | --- | ------------------ | ----------------------------------------------- |
| 11       | 1   | 19. Mai 2008       | Anke Engelke, Nicolette Krebitz                 |
| 12       | 2   | 26. Mai 2008       | Nadeshda Brennicke, Hellmuth Karasek            |
| 13       | 3   | 2. Juni 2008       | Culcha Candela, Marianne Rosenberg              |
| 14       | 4   | 9. Juni 2008       | Tom Gaebel, Jürgen Trittin                      |
| 15       | 5   | 16. Juni 2008      | Winfried Glatzeder, Katharina Saalfrank         |
| 16       | 6   | 23. Juni 2008      | Jakob Hein, Jürgen Tarrach                      |
| 17       | 7   | 1. September 2008  | Karl Dall, Max Raabe                            |
| 18       | 8   | 8. September 2008  | Klaus Barski, Nadja Benaissa, Ludmila Diakovska |
| 19       | 9   | 15. September 2008 | Rudolf Taschner, Katja Weitzenböck              |
| 20       | 10  | 22. September 2008 | Katrin Bauerfeind, Regina Halmich               |
| 21       | 11  | 29. September 2008 | Jasmin Schwiers, Peter Zwegat                   |
| 22       | 12  | 6. Oktober 2008    | Arthur Abraham, Tim Mälzer, Ulli Wegner         |

| Nr. ges. | Nr. | Erstausstrahlung   | Gäste                                                           |
| -------- | --- | ------------------ | --------------------------------------------------------------- |
| 23       | 1   | 2. April 2009      | Rainald Grebe, Stefan Kretzschmar, Martin Semmelrogge           |
| 24       | 2   | 9. April 2009      | Frank Castorf, Alexander Marcus, Vivian Schmitt                 |
| 25       | 3   | 16. April 2009     | Reiner Calmund, Jasmin Tabatabai                                |
| 26       | 4   | 23. April 2009     | Matthias Egersdörfer, Hans Meiser, Mia Ming                     |
| 27       | 5   | 10. September 2009 | Heikko Deutschmann, Oliver Korittke                             |
| 28       | 6   | 17. September 2009 | Fettes Brot, Heide Simonis                                      |
| 29       | 7   | 1. Oktober 2009    | Jürgen Dudeck, Sebastian Krumbiegel, Tobias Künzel, Uwe Steimle |
| 30       | 8   | 8. Oktober 2009    | Peter Brugger, Max von Thun                                     |
| 31       | 9   | 15. Oktober 2009   | Hannelore Hoger, Thorsten Havener                               |
| 32       | 10  | 22. Oktober 2009   | Erdoğan Atalay, Anja Kohl, Serdar Somuncu                       |
| 33       | 11  | 5. November 2009   | Bernhard Brink, Ina Müller, Matthias Steiner                    |
| 34       | 12  | 12. November 2009  | Jan Hofer, Rolf Zacher                                          |

| Nr. ges. | Nr. | Erstausstrahlung | Gäste                                                                 |
| -------- | --- | ---------------- | --------------------------------------------------------------------- |
| 35       | 1   | 25. Februar 2010 | The BossHoss, Michael Herbig, Leslie Mandoki                          |
| 36       | 2   | 4. März 2010     | Enie van de Meiklokjes, Stefan Kleinkrieg, Kai Havaii, Dominic Raacke |
| 37       | 3   | 11. März 2010    | Cordula Stratmann, Alida Gundlach, Roger Cicero                       |
| 38       | 4   | 18. März 2010    | Dani Levy, Detlef Pape, Sido                                          |
| 39       | 5   | 25. März 2010    | Inka Bause, Andrea Kiewel, Joey Kelly, Reiner Calmund                 |
| 40       | 6   | 1. April 2010    | Gesine Cukrowski, Farid, Martin Sonneborn                             |
| 41       | 7   | 22. April 2010   | Max Herre, Steffen Möller, Olli Schulz                                |
| 42       | 8   | 29. April 2010   | Bela B. Felsenheimer, Anna Fischer, Nico Semsrott                     |
| 43       | 9   | 6. Mai 2010      | Lou Bega, Hans-Paul Schermer, Kai Magnus Sting                        |

| Nr. ges. | Nr. | Erstausstrahlung | Gäste                                                                |
| -------- | --- | ---------------- | -------------------------------------------------------------------- |
| 44       | 1   | 24. Februar 2011 | Anna Depenbusch, Bettina Hauswald, Katja Riemann, Bettina Zimmermann |
| 45       | 2   | 3. März 2011     | Gabi Bauer, Martin Brambach, Max Mutzke                              |
| 46       | 3   | 10. März 2011    | Marc-Uwe Kling, Frederick Lau, Paul van Dyk, Klaus Zapf              |
| 47       | 4   | 17. März 2011    | Gotthilf Fischer, Peter Lohmeyer, Tom Schilling                      |
| 48       | 5   | 31. März 2011    | Roland Beuge, Steffen Hallaschka, Julia Hummer, Markus Kavka         |
| 49       | 6   | 7. April 2011    | Jimmy Breuer, Franz Dinda, Jasmin Gerat, Cem Özdemir                 |
| 50       | 7   | 21. April 2011   | Hugo Egon Balder, Meret Becker, Mike Krüger                          |
| 51       | 8   | 28. April 2011   | Dieter Landuris, Joy Denalane, Rainer Dresen                         |